# Maria Montserrat Julià
Maria Montserrat Julià (castellà: Nury Montsé)  (Girona, 25 de desembre de 1917 - Buenos Aires, 26 de desembre de 1971) fou una actriu argentina d'origen català, coneguda com Nury Montsé.
Nascuda a Catalunya o a Argentina, de petita visqué alguns anys amb els seus avis a Vilassar de Mar, però es formà com a actriu plenament a l'Argentina. Fou una de les primeres actrius de l'època d'or del cinema sonor argentí. Entre les seves interpretacions destaquen les pel·lícules Historia de crímenes (1942), El hombre que se llevaron (1946) i El gran secreto (1942).
Estigué casada amb l'actor argentí Ángel Magaña, amb qui tingué dues filles, Alejandra i l'actriu i presentadora infantil de televisió Julieta Magaña.

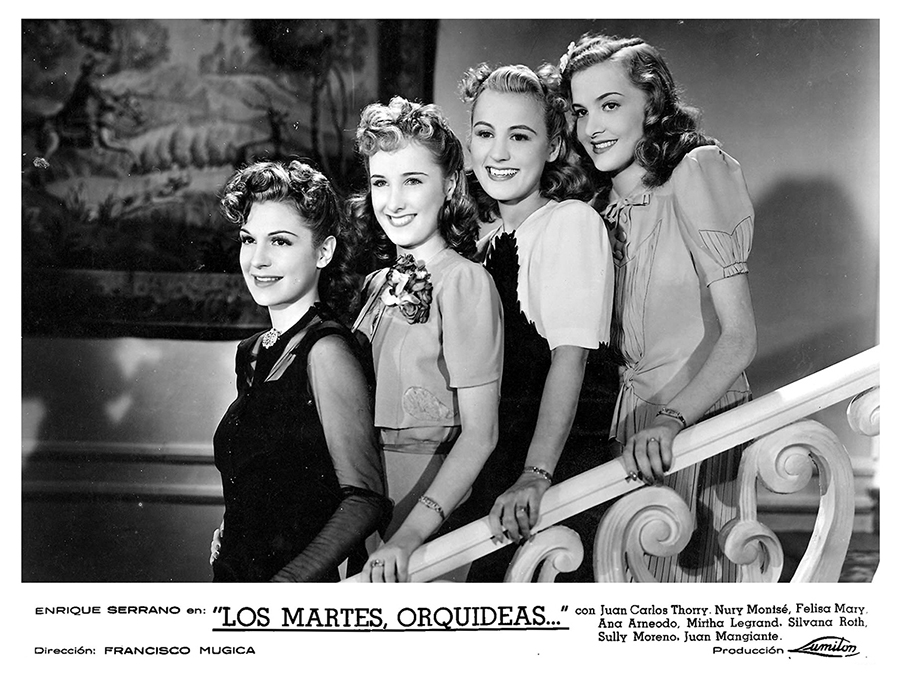
D'esquerra a dreta, Zully Moreno, Mirtha Legrand, Nury Montsé i Silvana Roth a la pel·lícula Los martes, orquídeas (1941)